# Shiryōkaku
Shiryōkaku (四稜郭 Tứ Lăng Quách) là một công sự ở thành phố Hakodate ở miền nam Hokkaidō, Nhật Bản. Nó được xây dựng vào tháng 4 năm 1869, trong trận Hakodate, cách Goryōkaku ba km về phía đông bắc bởi hai trăm binh lính cựu Mạc phủ Tokugawa và một trăm dân làng địa phương, có khả năng dưới sự chỉ đạo của Ōtori Keisuke. Goryōkaku là một pháo đài dạng ngôi sao với năm lũy hình tam giác; Thay vào đó, Shiryōkaku có bốn góc, và đôi khi được gọi là "pháo đài hình bướm" thay vì "pháo đài dạng ngôi sao".

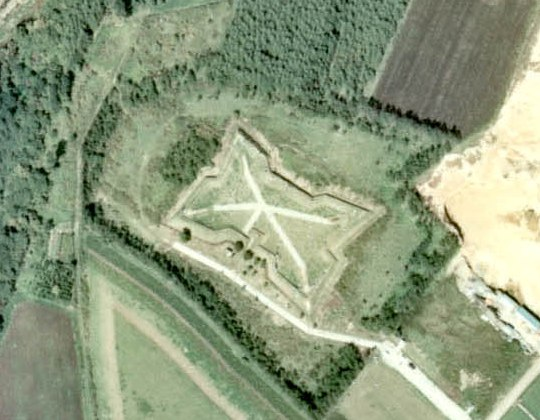
Ảnh chụp từ trên không của Shiryōkaku, với sự cung cấp của Thông tin hình ảnh đất quốc gia (ảnh màu), Bộ Đất đai, Hạ tầng, Giao thông và Du lịch.

Pháo đài có diện tích 21.500 m², trải dài khoảng một trăm mét từ đông sang tây và bảy mươi mét từ bắc xuống nam; phần lũy đắp lên cao 3 m, rộng 5,4 m; được bao quanh bởi một hào khô sâu 0,9 m và rộng 2,7 m; lối vào là phía tây nam.
Shiryōkaku rơi vào tay quân tân chính phủ trong vài giờ vào ngày 11 tháng 5 năm 1869.
Năm 1934, khu vực này được chỉ định là Di tích Lịch sử. Việc sửa chữa được thực hiện từ năm 1970 đến năm 1972 và một lần nữa vào năm 1990.